# BRP Jose Loor Sr.
Le BRP Jose Loor Sr. (PC-390) est le dix-neuvième patrouilleur côtier de la classe Jose Andrada de la marine philippine. Il a été mis en service en 1997, et est actuellement en service actif dans la Force de combat littorale de la flotte philippine.
Il a d’abord été désigné comme Fast Patrol Craft, et a été numéroté « DF-390 », mais plus tard, il a été redésigné comme une canonnière de patrouille, et a été renuméroté « PG-390 ». Une autre reclassification a été effectuée en avril 2016, qui l’a finalement rebaptisé comme le patrouilleur côtier « PC-390 ».

## Conception
En 1989, les Philippines ont passé une commande de 4 patrouilleurs rapides à Trinity-Equitable (anciennement Halter-Marine Equitable) pour 9,4 millions de dollars. Le premier des quatre navires, arrivé le 20 août 1990, a été nommé BRP Jose Andrada. Il a été nommé d’après Jose Andrada, qui était l’un des premiers officiers de la patrouille offshore du gouvernement du Commonwealth des Philippines. Les Philippines ont commandé un navire supplémentaire en avril 1990 et trois navires supplémentaires en août 1990. En mars 1993, onze autres navires ont été commandés. Au total, 22 navires ont été acquis par la marine philippine jusqu’en 1999.
Le navire a été construit selon les normes de la Garde côtière américaine avec une coque et une superstructure en aluminium. Il est propulsé par deux moteurs Diesel Detroit Diesel Corporation 16V-92TA d’une puissance combinée d’environ 2800 ch, entraînant deux hélices et donnant une vitesse maximale de 28 nœuds (52 km/h). L’autonomie maximale est de 1200 milles marins (2200 km) à 12 nœuds (22 km/h) ou de 600 milles marins (1100 km) à 24 nœuds (44 km/h).
Le navire était conçu à l’origine pour transporter un canon de 40 mm Mk.3, un mortier de 81 mm à l’arrière et quatre mitrailleuses de 12,7 × 99 mm OTAN (calibre .50),. Au lieu de cela, il est armé d’un chain gun M242 Bushmaster de 25 mm sur un affût Mk.38 Mod.0, de quatre mitrailleuses Browning M2HB de calibre 12,7 mm sur des affûts Mk.26, dont deux positionnées à l’avant et deux à l’arrière, et de deux mitrailleuses M60 de 7,62 × 51 mm OTAN (calibre .30), toutes deux montées au milieu du navire. Le navire peut transporter 4000 cartouches de 12,7 mm et 2000 cartouches de 7,62 mm. De grandes jumelles « Big Eyes » sont également transportées sur des supports trépied, l’un sur le gaillard d'avant et l’autre juste au-dessus du mât. Faisant partie du deuxième lot (PG-379 à PG-395), il est équipé d’un chain gun M242 Bushmaster Mk.38 Mod.0 de 25 mm que le premier lot de navires ne transporte pas,,.
Le patrouilleur est équipé d’un radar de recherche et de navigation de surface Raytheon AN/SPS-64(V)11, mais avec une antenne plus petite que celles utilisées sur les plus grands navires de la marine philippine,. Comme tous les autres navires de la marine philippine, il a été équipé du système de suivi des navires de la marine philippine (VTS) par le Naval Sea Systems Command.
Un bateau pneumatique semi-rigide de 4 mètres, propulsé par un moteur hors-bord de 40 ch, est rangé au milieu du navire.

## Historique
En février 2024, le BRP Jose Loor Sr. a secouru 78 passagers et sept membres d’équipage d’un navire en détresse au large de Tawi-Tawi. À la suite d’un appel de détresse reçu par les forces navales de l’ouest de Mindanao, la Force opérationnelle navale 61 a réagi rapidement et a déployé le patrouilleur PC-390 à partir du quai de Lamion à Bongao, Tawi-Tawi, pour une opération de recherche et de sauvetage maritime. Le bateau en détresse, le Motor Launch Dhiemal, avait signalé une panne de moteur. La coordination avec la station de surveillance littorale de la marine de Bongao a permis de localiser le navire en détresse dans le passage de Sibutu. Le PC-390 a établi à midi un contact radar et visuel avec le navire, à environ 9 milles marins au sud-ouest de Bakalao Point, Sibutu, Tawi-Tawi. À 13 h 40, le PC-390 a commencé à remorquer le M/L Dhiemal vers Bongao, Tawi-Tawi. À 17 h 40, le PC-390 et le navire remorqué sont arrivés au quai de Lamion. Les passagers et l’équipage ont reçu des repas chauds, puis ont été remis au personnel du ministère des Services sociaux et du Développement (MSSD) pour un débriefing sur le stress et des dispositions pour être réunis avec leurs familles respectives.
Le 15 janvier 2025, le BRP Jose Loor Sr. a réalisé un autre sauvetage, avec un nombre de personnes secourues (121) encore plus important. Le ferry J Sayang 1 s’est retrouvé bloqué dans des conditions météorologiques défavorables au large de la province de Tawi-Tawi, après que son moteur soit tombé en panne le 8 janvier. Bien que l’équipage ait été en mesure de réparer le moteur, le navire a souffert d’une série de problèmes mécaniques, le laissant sans propulsion ni aucun moyen de communiquer avec d’autres navires. Il a dérivé pendant six jours dans les eaux du sud des Philippines. Comme il n’y avait plus de nouvelles des passagers ou de l’équipage au cours des jours suivants, les autorités locales ont signalé la disparition du navire. Le BRP Jose Loor Sr. a localisé le navire en détresse le 15 janvier à environ 5,4 milles marins à l’ouest de l’île de Siklangkalong à Tawi-Tawi. Il a ensuite manœuvré le long du navire pour porter assistance aux 106 passagers et 15 membres d’équipage en leur fournissant de la nourriture, de l’eau et un accès Internet pour leur permettre de contacter leurs familles. Les responsables de la marine ont déclaré que les personnes secourues étaient en bonne condition physique, mais qu’elles étaient psychologiquement en détresse à la suite de leur épreuve. Le patrouilleur a ensuite remorqué le navire jusqu’à l’île de Taja à Tawi-Tawi, où un navire de secours est arrivé plus tard avec du carburant et des provisions supplémentaires. Le J Sayang 1 a finalement été remorqué jusqu’à sa destination finale dans les îles de la Tortue de Tawi-Tawi,,,,,,,,.